# バンサモロ・イスラム自由戦士
バンサモロ・イスラム自由戦士（バンサモロ・イスラムじゆうせんし、 Bangsamoro Islamic Freedom Fighters、BIFF)とは、フィリピン・ミンダナオ島を拠点としたイスラム過激派武装組織のこと。バンサモロ・イスラム自由運動（Bangsamoro Islamic Freedom Movement）とも呼ばれる。  

## 組織概要
ミンダナオ紛争全体の中では比較的小規模な武装組織であり、主にマギンダナオ州および中部ミンダナオ地方内の他の地域で活動している。モロ・イスラム解放戦線から脱退したアメリル・ウンブラ・カトらのグループにより設立された。

## 背景
モロ・イスラム解放戦線 (MILF) が完全な独立ではなく自治を受け入れたことを理由として、カトは2008年に MILF から脱退した。 同年にフィリピン最高裁判所がフィリピン政府とMILFの間で交わされた先祖伝来の土地に関する協定覚書（MOA-AD）を無効とすると、カトは MILF の一部の戦闘員を率いて市民に対する攻撃を行った。 2010年12月にカトはBIFFを結成した。 カトは5,000名の兵力を持つと主張するが、フィリピン政府は300名に過ぎないとする。 2011年8月になって初めてMILFはカトらが分離したことを認め、BIFF を「行方不明になった部隊」とした。
BIFF は、フィリピン政府と MILF の間で2012年に調印された予備的な和平合意であるバンサモロ枠組合意を破棄し、戦闘を継続することを誓った。 2014年1月に枠組合意の最後の付帯文書の調印がなされると、フィリピン軍は BIFF に対してダークホース作戦を開始した。軍はマギンダナオ州シャリフ・セドナ・ムスタファのガンタ (Ganta) というバランガイにある BIFF の拠点を制圧した。そこには500名の戦闘員がいたという。
2014年2月4日、モロ民族解放戦線 (MNLF) の指導者、ハビブ・ムジャハブ・ハシム (Habib Mujahab Hashim) はMNLF と BIFF が同盟を組んだことを認めた。
2015年1月25日に、BIFF は MILF とともにママサパノの衝突に参戦した。衝突では警察特殊部隊 (SAF) から44名、MILF から18名、BIFF から5名の戦死者が出た。BIFF は引き続きフィリピン軍と複数回交戦をしたが、その結果、2015年2月に フィリピン軍のグレゴリオ・ピオ・カタパン参謀長はBIFF に対して徹底的に攻撃をすると宣言した。 軍の攻撃により BIFF では100名以上の死傷者を出した。 BIFF は同時に組織分裂にも苦しめられた。BIFF の指導者であったウスタズ・ムハンマド・アリ・タンバコ (Ustadz Mohammad Ali Tambako) は BIFF を脱退して、イスラム運動のための正義 (JIM) を結成した。しかし、タンバコはその後2015年1月25日にジェネラル・サントスにて警察と軍の合同捜査チームにより拘束された。
創設者のカトが2015年4月に病死すると、 政治部門で副官を務めていたエスマイル・アブバカル(Ismael Abubakar)が後任の指導者となった。 アブバカル指揮下の最初の武力行動として、BIFF は2015年4月19日にマギンダナオでフィリピン軍の前哨部隊および警察特殊部隊 (SAF)の分遣隊に対して爆弾による攻撃を行った。
2016年にBIFF はさらなる分裂に悩まされる。 ISIL のイデオロギーに関連したメンバー間の不合意がもととなり、ウスターズ・カリアラン(Ustadz Karialan) 率いる勢力が BIFF から分派した。
2017年のマラウィの戦いでは、BIFF はマウテなど他のイスラム過激派武装集団とともにフィリピン軍と交戦した。